# Sint Maartenspolder
De Sint Maartenspolder is een poldergebied ten zuiden van de Mark dat behoort tot Hoeven.
In 1483 werd opdracht gegeven tot het inpolderen van de gorzen ten zuiden van de Mark. Opdrachtgever was abt Martinus van de Sint-Bernardusabdij, die het gebied bezat. Aldus werd de polder naar de patroonheilige van de abt vernoemd.
Hoewel er weinig mensen in de polder woonden - in 1840 waren dat er slechts 83 - was het gebied lange tijd bestuurlijk zelfstandig. Men had een eigen schepenbank, waarbij de schout door de abt werd benoemd en de schepenen uit de ingelanden werden gerekruteerd. Pas in 1810 werd Sint Maartenspolder bij de gemeente Hoeven gevoegd, die aanvankelijk dan ook Hoeven en Sint Maartenspolder heette. Ten zuiden van de polder ligt de Poldersdijk, met wielen en bosjes. 
In de polder ligt Hoeve Boschlust, die in 1944 het hoofdkwartier vormde van de 104th Infantry Division The Timberwolves. Dezen moesten de Mark oversteken, maar de bruggen bij Standdaarbuiten en Zevenbergen waren opgeblazen. Uiteindelijk vond de oversteek plaats vanuit de Sint Maartenspolder, waarbij honderden militairen sneuvelden, doch Zevenbergen en Standdaarbuiten konden worden bevrijd.

## Lamgatsveer
Nabij de huidige Lamgatsbrug was vroeger een veerverbinding over de Mark tussen Hoeven en Zevenbergen. Het veerrecht was in bezit van de Abt van de Sint-Bernardusabdij maar kwam in 1564 in handen van de Markies van Bergen op Zoom. Na 1648 werd dit veer van groot belang. In 1651 kwam de postroute van Antwerpen naar Amsterdam over dit veer te lopen. In de Franse tijd kwam hieraan een einde na de aanleg van de rijksstraatweg voor het noord-zuidverkeer langs Breda en Terheijden, de huidige A16. Het veer werd toen van lokale betekenis.
In 1885 kwam er een brug, doch deze werd in 1940 door de Nederlandse troepen opgeblazen. Hetzelfde jaar werd een nieuwe brug gebouwd, die echter in 1944, nu door de Duitsers, opgeblazen werd. Daarna was er weer een pontje tot 1968, en toen werd het opgeheven. Pas in 1985 kwam er weer een nieuwe brug.

## Watermachine
Aan Poldersdijk 3 bevond zich een stenen poldermolen uit 1756 die het water uit de polder uitsloeg op de Mark. Deze werd in 1881 omgebouwd tot stoomgemaal (watermachine). In 1930 werd dit een dieselgemaal. Het bijbehorende woonhuis fungeerde als buurtcafé, waar ook in de nabijgelegen visvijver gevangen paling werd opgediend. Na de Tweede Wereldoorlog werd het gemaal overbodig en raakte in verval. Het verhaal ging rond dat in het café een vermoorde man zou liggen en de klanten bleven weg. In 1993 werd een nieuw café gebouwd, dat In de Oude Watermachine ging heten.